# Amminapes
Amminapes (¿-?), noble parto que desempeñó un papel relevante durante la invasión de Egipto por parte de Alejandro Magno. Posteriormente sería nombrado sátrapa de Hircania.

## Contexto histórico
Amminapes sólo es mencionado un par de veces en nuestras fuentes, pero se encuentra entre los personajes más interesantes de la historia del conquistador macedonio Alejandro Magno.
Era un noble parto al servicio del rey aqueménida Artajerjes III, quien gobernó entre los años 358 a. C. y 338 a. C. Esto nos recuerda el carácter multiétnico del Imperio Aqueménida, donde los no persas tenían oportunidad de hacer carrera. Amminapes debió conocer, por ejemplo, al sátrapa de Cilicia, un babilonio llamado Mazaeo, y al general rodio Mentor.
Sin embargo, por causas que se desconocen, Amminapes perdió el favor del rey y fue forzado a vivir en el exilio. Marchó a Europa y se estableció en la corte del rey Filipo II de Macedonia. Probablemente allí, Amminapes encontró a otros refugiados como el antiguo sátrapa de la Frigia Helespóntica Artabazo II y su hija Barsine. Es casi seguro que conoció también al joven príncipe de la corona Alejandro.

## Su papel en Egipto
Pasado cierto tiempo, Amminapes volvió a Persia, y lo encontramos en Egipto. Cuando las fuerzas de Alejandro Magno llegaron a Pelusio (actual Puerto Saíd) en diciembre del 332 a. C., el parto arregló la rendición de las fuerzas persas entregando el país a los macedonios. Junto con el sátrapa Mazaces, Amminapes se aseguró de que la toma y ocupación de Egipto fuera un asunto fácil. Es probable que Mazaces hubiera querido adoptar una actitud más heroica, pero sus tropas estaban muy mermadas tras la Batalla de Issos y además, si se resistía a los macedonios, podía tener que enfrentarse a la población nativa, la cual se había rebelado recientemente. La actitud de Amminapes, en cambio, parecía clara. Esperaba ser recompensando por sus servicios, cosa que sucedió menos de dos años después.

## Sátrapa de Hircania
En el verano del 330 a. C., Alejandro, una vez muerto su oponente Darío III, se dispuso a conquistar Hircania. Tras la pacificación de esta provincia del reino de Alejandro, Amminapes fue nombrado sátrapa.
Fue reemplazado no mucho después, pero este hecho demuestra que gente que hablara persa y griego, podía fácilmente hacer carrera durante la crisis perso-macedónica. Otros persas, como los anteriormente mencionados Artabazo y Barsine, fueron protagonistas de historias similares.